# 韓國文化院
韩国文化院（韩语：한국문화원）是一個與韓國政府有關的非营利性机构，由韩国文化体育观光部下属的海外文化弘報院管理和運營。韓國文化院成立於2009年。該機構的目的是推广韩国文化，促进文化交流，並在全球各地設立分支機構。为介绍和传播韩国文化，韓國文化院舉辦了多場與艺术、音乐、文学、电影和料理等有關活动，並招募「纠错改正团」成員去更改各國所存在的與韓國主流價值觀不符的信息和內容。 